# Ercole Negro di Sanfront
Ercole Negro di Sanfront (Centallo, 1541 – Savigliano, 1622) è stato un architetto e generale italiano.

## Biografia

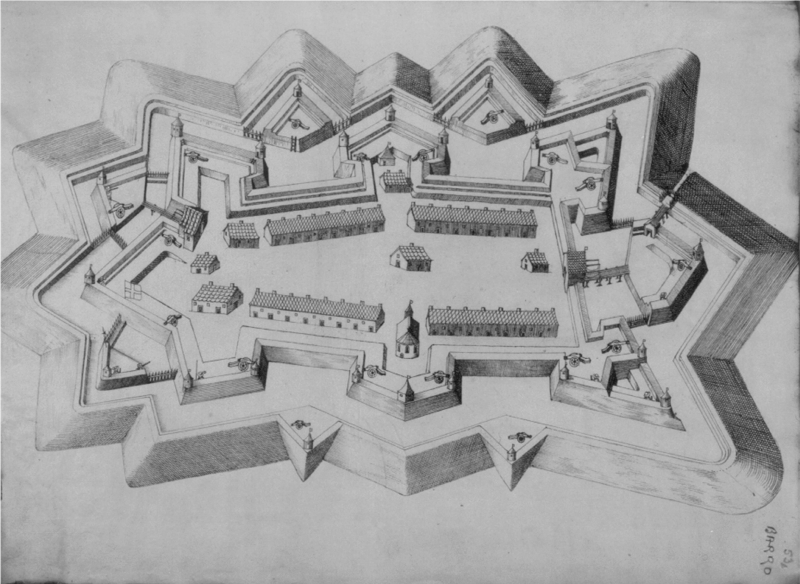
Planimetria del Fort Barraux, realizzata da Ercole Negro nel 1597

Ercole Negro (in alcune fonti menzionato anche con il cognome Negri) apparteneva ad una famiglia di origine ligure ma trapiantata a Centallo. Si formò presso il pittore e architetto Pietro Dolce, intraprendendo successivamente la carriera militare. In quanto suddito del marchesato di Saluzzo, feudo del re di Francia, servì inizialmente nelle schiere del duca di Lesdiguières, per poi passare al servizio del duca di Mayenne. Nel 1588, con la cessione del marchesato alla corona sabauda, entrò al servizio di Carlo Emanuele I di Savoia. Partecipò con l'esercito sabaudo alla presa di Exilles, alla riconquista di Bricherasio e alla difesa di Vercelli. Venne nobilitato nel 1589 da Carlo Emanuele I, ottenendo di poter aggiungere al proprio cognome il predicato "di Sanfront", dal nome della località nel cuneese della quale venne infeudato. Nel 1604 ottenne il grado di generale di artiglieria, venendo promosso a sovrintendente generale delle artiglierie nel 1605. Fu tra il 1600 ed il 1604 e nuovamente tra il 1619 ed il 1622 governatore di Savigliano. Nel 1615 venne nominato consigliere di Stato. La sua notorietà è tuttavia legata principalmente ai suoi diversi progetti di architetture militari, la più significativa delle quali è un proposto ampliamento del sistema difensivo di Torino del 1618. Tale piano urbanistico venne parzialmente realizzato tra il 1619 e il 1702. Altro progetto realizzato da Negro è il forte di San Bartolomeo, oggi noto come Fort Barraux, tra le più antiche fortificazioni alla moderna ancora esistenti nell'arco alpino. La struttura, risalente al 1597, venne in seguito rimaneggiata da Raymond Bonnefonds e Jean de Beins nel 1608 e nuovamente da Vauban tra il 1692 e il 1698.